# Bledius phytosinus
Bledius phytosinus är en skalbaggsart som beskrevs av Leconte 1877. Bledius phytosinus ingår i släktet Bledius och familjen kortvingar. Inga underarter finns listade i Catalogue of Life.